# Grigorowicz M-15
Grigorowicz M-15 – rosyjska patrolowa łódź latająca z czasów I wojny światowej. Jedyny zachowany egzemplarz tej maszyny eksponowany jest w  Muzeum Lotnictwa Polskiego w Krakowie.

## Projekt i służba
M-15 został zaprojektowany przez Dymitra Pawłowicza Grigorowicza, kierownika zakładów S.S. Szczetinina i M.A. Szczerbakowa w Sankt Petersburgu, który był już twórcą kilku udanych, lekkich łodzi latających, zaś od jesieni 1915 roku pracował nad cięższymi maszynami, przeznaczonymi do dalekiego zwiadu. Jego M-5 i M-9 produkowano w dużych seriach.
M-15 powstał w 1916 roku, jako rozwojowa wersja M-9, którego miał być następcą. Jednak do 1917 roku wyprodukowano zaledwie około 80 maszyn nowego typu, co wynikało z braku wystarczające liczby egzemplarzy odpowiedniego silnika. Większość egzemplarzy M-15 służyła zadaniom szkoleniowym jako łodzie treningowe. Tylko kilka z nich trafiło do lotnictwa, lecz było ich zbyt mało, by zastąpić M-9. 

## Opis techniczny
M-15 był łodzią latającą, wykonaną w całości z drewna, w układzie dwupłatowca, z komorą płatów wyniesioną ponad kadłub. Usterzenie umieszczono na pylonie, w strumieniu powietrza za śmigłem, co zapewniało większą skuteczność sterów. Konstrukcja kadłuba była półskorupowa, o częściowo pracującym, sklejkowym pokryciu, opartym na ażurowych wręgach. Skrzydła i usterzenia pokryto płótnem, natomiast pod dolnym płatem umieszczono pływaki stabilizacyjne. Długość samolotu wynosiła 8,25 metra, zaś wysokość 3,15 m, rozpiętość skrzydeł 11,84 m, a ich powierzchnia nośna 42 m². Masa własna maszyny wynosiła 840 kg, natomiast całkowita (startowa) 1320 kg. 
Napęd dla skrzydła pchającego M-15 zapewniał silnik Hispano-Suiza V-8 o mocy 103 kW (140 KM). Prędkość maksymalna wynosiła 125 km/h, samolot mógł się wznieść na pułap 3500 metrów.
Maszyna była dwumiejscowa, uzbrojona w jeden ruchomy karabin maszynowy.

## Zachowany egzemplarz
Unikat, który ostatecznie trafił do Muzeum Lotnictwa Polskiego, zbudowano w 1917 roku. Oznaczony numerem fabrycznym R II 262, wchodził w skład eskadry fortecznej w Arensburgu na wyspie Ozylia, części silnie ufortyfikowanego Archipelagu Moosundzkiego, broniącego dostępu do Zatoki Ryskiej. Archipelag został zdobyty przez niemiecki desant w trakcie wyniku operacji „Albion”, między 10 a 24 października 1917 roku, a maszyna trafiła w ręce zwycięzców, podobnie jak 9 innych egzemplarzy M-15.
R II 262 został przetransportowany do Warnemünde, gdzie Niemcy, zainteresowani nieznaną im wcześniej konstrukcją, przetestowali swoją zdobycz w ramach Eskadry Badań Samolotów Morskich. Ostatecznie umieszczono ją w Niemieckich Zbiorach Lotniczych w Berlinie. 
Podczas II wojny światowej maszyny z tej kolekcji wywieziono z miasta, bombardowanego przez alianckie lotnictwo. M-15 znalazł się w grupie 23 samolotów (oraz 1 szybowca i około 70 silników), porzuconych na terenie okupowanej Polski, w Kuźnicy Czarnkowskiej, gdzie odnaleziono je w 1945 roku.
Dzielił następnie losy całego zespołu, sukcesywnie powiększanego o nowe eksponaty, który przechowywano najpierw w Okręgowej Składnicy Lotniczej w Gądkach koło Poznania, następnie (początek lat 50. XX wieku) w Pilawie, koło Dęblina i (od około 1954 roku) we Wrocławiu.  
W końcu M-15, jak i reszta zbiorów lotniczych, trafił w 1964 roku do Muzeum Lotnictwa Polskiego w Krakowie, które funkcjonowało wówczas pod nazwą Ośrodka Ekspozycji Sprzętu Lotniczego. Mimo zniszczeń (poważne braki w skrzydłach oraz uszkodzenie kadłuba) rosyjska łódź latająca była wtedy jedynym, w miarę kompletnym, eksponatem z okresu I wojny światowej. Przez długi czas był przechowywany w charakterze depozytu muzealnego, udostępnianego tylko do celów badawczych za zgodą dyrekcji. M-15 poddano restauracji w końcu lat 70. XX wieku. Prace te kontynuowano między 1991 a 1993 rokiem. Wtedy też – z powodzeniem – uruchomiono silnik maszyny.
Grigorowicz M-15, malowany na kolor jasnoszary, obecnie eksponowany jest w małym hangarze muzeum wraz z pozostałymi samolotami z okresu Wielkiej Wojny.